# Miloš Kovačič
Miloš Kovačič, slovenski gospodarstvenik in farmacevt, * 30. september 1934, Šentjernej, † 17. februar 2016.
Kovačič je poznan predvsem po dolgoletnem uspešnem vodenju farmacevtskega podjetja Krka iz Novega mesta, kjer je bil zaposlen 40 let (od 1964), vodil pa ga je 20 let (od 1984 do 1989 kot predsednik poslovodnega odbora in nato do leta 2004 kot generalni direktor, ko jo je prevzel njegovi dolgoletni namestnik Jože Colarič).
Leta 2004 je bil med soustanovitelji političnega gibanja Forum 21.